# Григорьевская волость (Александрийский уезд)
Григорьевская волость — административно-территориальная единица Александрийского уезда Херсонской губернии.

## Характеристика
По состоянию на 1886 год состояла из 13 поселений, 13 сельских общин. Население 2588 человек (1292 мужского пола и 1296 женского), 496 дворовых хозяйств.
Самые большие поселения:
- Григорьевка — село при реке Цыбульник в 35 верстах от уездного города, 413 человек, 79 дворов, православная церковь, школа и лавка.
- Еремовка — село при реке Цыбульник, 303 человека, 54 двора, лавка.

| Собственность  | Площадь (в т. ч. пахотной) |
| -------------- | -------------------------- |
| Сельских общин | 2172 (2162)                |
| Частная        | 6211 (5439)                |
| Другая         | 53 (33)                    |
| Всего          | 8436 (7634)                |